# Byzantijns-Ottomaanse oorlogen
De Byzantijns-Ottomaanse oorlogen waren een reeks beslissende conflicten tussen de Ottomanen en de Byzantijnen die uiteindelijk tot de val van het Byzantijnse Rijk zouden leiden en het Ottomaanse Rijk tot grote hoogte zou brengen. De Byzantijnen hadden de laatste eeuwen vele tegenstanders moeten verslaan waarvan het Latijnse Keizerrijk, het Bulgaarse Rijk en het Servische Rijk de belangrijkste waren. Een constante, die in de kaart zal spelen van de Ottomanen, was de opeenvolging van  Byzantijnse burgeroorlogen en het daarbij gaand geldgebrek.  De vraag die je kan stellen : hoe is het mogelijk dat de Grieks-Byzantijnen het zo lang hebben kunnen volhouden? Een antwoord is, de ongelofelijke verdedigingswallen van de stad en de hulp van de maritieme republieken.

## Wat voorafging
Na de Byzantijns-Seltsjoekse oorlogen was het sultanaat Rûm verdeeld in Beyliks, half onafhankelijke staten. Begin 13e eeuw kreeg een Turkse stam (Kayis), op de vlucht voor de Mongolen, een streek rond de stad Söğüt in handen. In 1301 stond Osman I voor de poorten van Nicea: het begin van een nieuwe serie oorlogen, die uiteindelijk zou leiden tot de Val van Constantinopel in 1453 en de definitieve ondergang van het Byzantijnse Rijk.

## Osman I (1299-1326)
In 1299 stichtte Osman - volgens traditionele bronnen - het Osmaanse rijk. In korte tijd vergrootte hij zijn rijk van 1.500km² naar 18.000km². In 1301 staat hij voor de poorten van Nicea, de hoofdstad van het vroegere Keizerrijk Nicea. De eerste echte confrontatie is de Slag bij Bapheus in 1302, een klinkende overwinning voor de Turken. Byzantium verliest Bithynië en de Ottomanen bereiken zo de zee.
Het Beleg van Bursa (1317-1326) werd een goede leerschool in het belegeren van sterk bewapende burcht. Eenmaal de stad veroverd, maakte de zoon van Osman, Orhan I er zijn nieuwe hoofdstad van. Alsof de situatie niet ernstig genoeg was, brak in Byzantium een burgeroorlog uit (1321-1328).

## Orhan I (1326-1359)

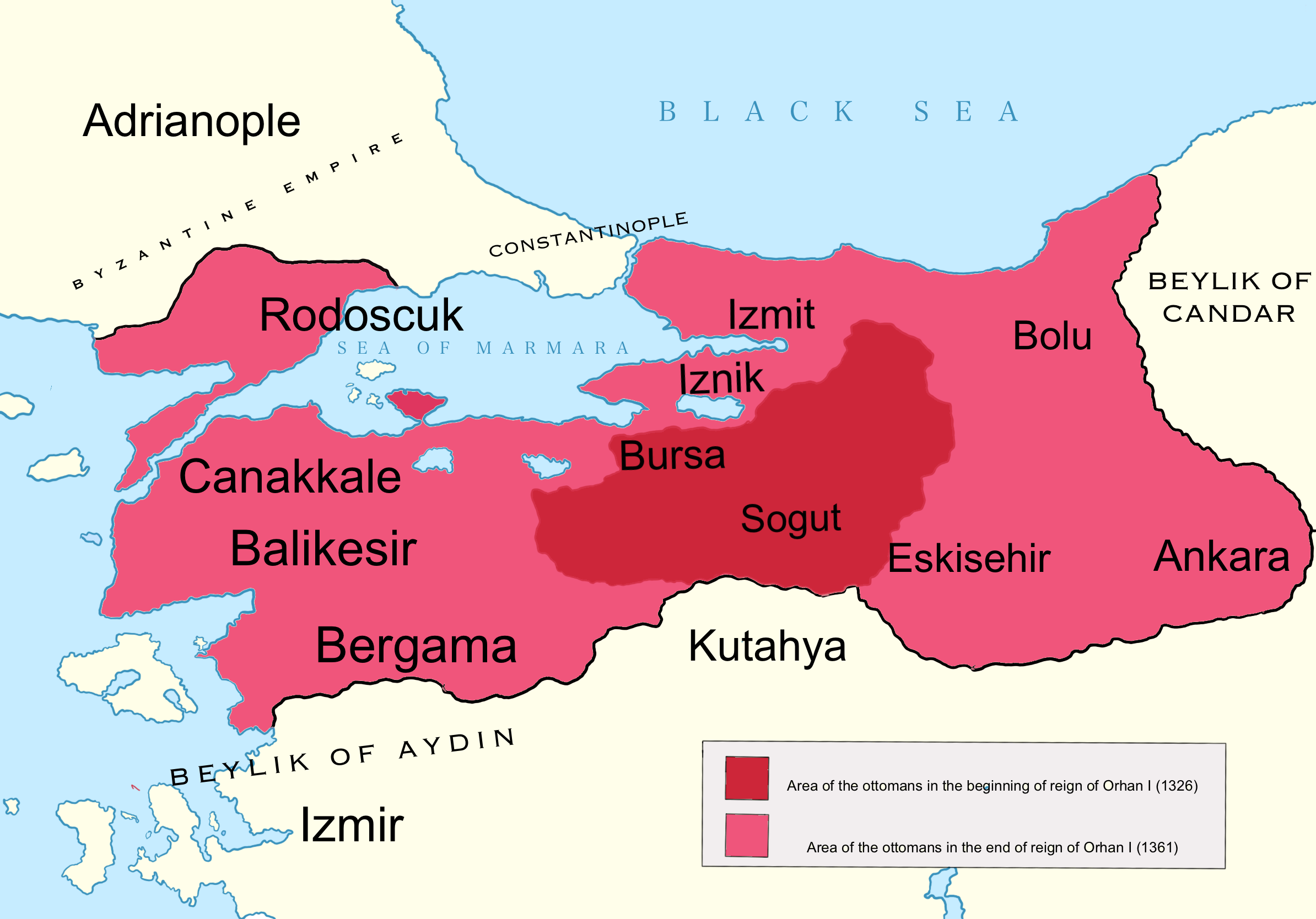
Gebiedsuitbreiding onder Orhan

Na de burgeroorlog probeerde Andronikos III Palaiologos de verloren gebieden terug te winnen. De Slag bij Pelekanon (1329) maakte pijnlijk duidelijk dat de Grieken niet opgewassen waren tegen de lichtvoetige Turken. Wat volgde is het verlies van Nicaea (Iznik) in 1331 en Nicomedia (Izmit) in 1337, de laatste Byzantijnse bolwerken op Anatolische bodem, met uitzondering van Philadelphia. Byzantium was gereduceerd tot enkele steden.
De Byzantijnen reageerden met nog eens twee burgeroorlogen (1341-1347) en (1352-1357).
De ellende was nog niet groot genoeg. De stad Gallipoli werd in 1354 door een aardbeving getroffen en konden de Ottomanen de zwaar verwoeste stad innemen.

## Moerad I (1359-1389)

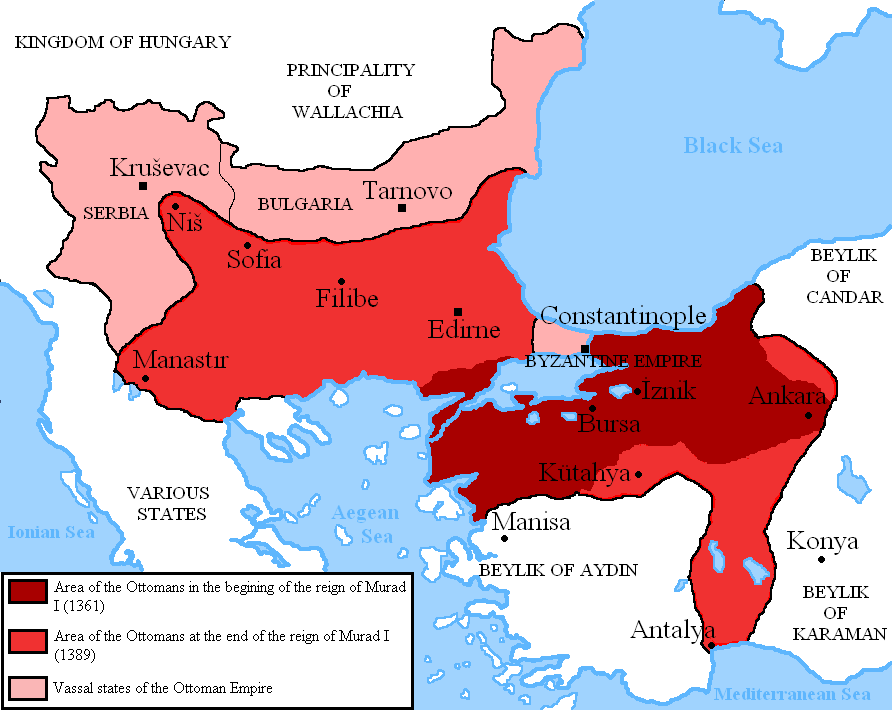
Gebiedsuitbreiding onder Moerad I

In 1365 veroverde Moerad I de tweede stad van het Byzantijnse Rijk, Adrianopel en maakte er de Europese residentie van de sultans van. Hij verdeelde zijn gebied administratief in een Europees en een Aziatisch deel, respectievelijk Rumelië en Anatolië. Hij voerde ook de devşirne en de orde van de Janitsaren in.
Een nieuwe kruistocht (Savoyarden kruistocht), onder leiding van Amadeus VI van Savoye zal aan de situatie niet veel wijzigen. De opstand van de respectievelijke zonen van Moerad I en Johannes V Palaiologos, zal tot toenadering leiden en uiteindelijk tot vrede (1381). Byzantium werd een vazalstaat en was bereid schatting te betalen.
Een coalitie van Europese landen om de Turken terug te drijven onder leiding van de koning Lazarus van Servië, mondde uit tot de slag op het Merelveld (1389). Balans : Moerad I werd tijdens de slag vermoord en de Serviërs, die de slag verloren werden vazallen van de Ottomanen.

## Bayezid I (1389-1402)
Na de overwinning op de Serven richtte Bayezid I zijn pijlen op de Bulgaren. In 1393 veroverde hij  Tarnovo, de hoofdstad. Daarna liet hij zijn marionettenkoningen van de Balkan bij zich komen en dreigde hen te executeren. Vernederd, weigerde Manuel II Palaiologos nog verder schatting te betalen en sloot zich op in Constantinopel. Het begin van het Beleg van Constantinopel 1394-1402.
De Hongaarse koning Sigismund voelde zich bedreigd en ook hij riep uit tot een kruistocht. Wat volgde is de Slag bij Nicopolis (1396).
Balans : totale nederlaag voor de kruisvaarders en het Bulgaarse Rijk werd een deel van het Ottomaanse Rijk.
Blijft nog over Constantinopel !

## Gered door de gong
Terwijl Manuel II op diplomatieke rondreis was doorheen Europa, op zoek naar steun, viel Timoer Lenk Anatolië binnen. Bij de Slag bij Ankara (1402) werd sultan Bayezid I en zijn zoon Mustafa Çelebi gevangengenomen. Na zijn dood een jaar later, brak er een burgeroorlog uit in het Ottomaanse rijk, het Ottomaanse Interregnum. Tijdens het Ottomaanse Interregnum (1403-1413) gaf Manuel II zijn steun aan Mehmed I, de latere sultan,  waarna ze bondgenoten werden.

## Verkeerde keuze
In 1415/1416 presenteerde zich een man aan het hof in Constantinopel en beweerde Mustafa Çelebi, de zoon van de voormalige sultan te zijn, die is kunnen ontsnappen uit het Tataarse gevangenschap. Dit werd formeel door (zijn broer) Mehmet I ontkend. Om zijn hachje te redden beloofde hij de teruggave van Roemelië als ze hem op de Ottomaanse troon zouden helpen. Keizer Manuel II, die een goede verstandhouding had met Mehmet I, wou de vrede niet op het spel zetten en verbande de man naar het eiland Limnos.
Toen Mehmet I in 1421 stierf, zocht de zoon van Manuel II, Johannes VIII Palaiologos toenadering tot de man en liet hem vrij op voorwaarde, dat hij zijn belofte zou nakomen. Wonder boven wonder slaagde hij erin, Adrianopel op zijn hand te krijgen. Met een leger stak hij de Bosporus over, daar werd hij door zijn troepen in de steek gelaten, gevat en opgeknoopt. De toorn van de nieuwe sultan Murat II was groot, het Beleg van Constantinopel (1422) en Thessaloníki.

## Laatste stuiptrekkingen
Als Manuel II stierf in 1425, sloot sultan Murat II vrede met keizer Johannes VIII, mits betaling van schatting. Er zat behalve religie niet veel meer in de schatkist. Johannes VIII stuurde de bekwame aartsbisschop Bessarion van Nicea naar Rome om hulp. Na het Concilie van Ferrara-Florence (1438-1439), waar veel toegevingen werden gedaan, werd er opnieuw militaire steun beloofd. De man die de Balkan van de Turken zou bevrijden, was de ongeslagen veldheer Johannes Hunyadi. De Slag bij Varna (1444) en de Slag bij Kosovo (1448) waren een totale afgang voor de Latijnen. Bij het horen van het nieuws stierf Johannes VIII van ontreddering.

## Val van Constantinopel
Een zekere Orban, een Hongaarse kanongieter deed de ronde bij de toenmalige grootmachten met zijn schets voor een nieuw super 
kanon. Constantijn XI van Byzantium, de nieuwe keizer had wel interesse, maar geen geld. Mehmet II, de nieuwe sultan greep de kans met beide handen. Hij liet een nieuw fort Rumeli Hisarı bouwen op een heuvel aan de Europese kant van Constantinopel, aan de andere kant van de Bosporus. Alles werd zorgvuldig in gereedheid gebracht voor het definitieve einde.
Toch bleef alles bij het oude, een herhaling van de herovering van de stad door de Grieks-Byzantijnen in 1261. Eerst probeerde hij Constantinopel in te nemen met geweld, daarna door een blunder bij het bewaken van de stad, slaagden de Ottomanen de stad op 29 mei 1453 te veroveren.
De volgende dag kwam het einde. Constantijn sneuvelde op de vestingwerken te midden zijn troepen. Na een korte maar verschrikkelijke slachting volgde de plundering van de stad. Mehmet liet de plundering echter vrij snel stoppen om de toekomst van zijn toekomstige hoofdstad te vrijwaren. Daarna deed de sultan zijn plechtige intrede in de Sint Sophia, alwaar de keizer de vorige avond nog de laatste sacramenten had ontvangen. Mehmet reed op een wit paard langs de oude hoofdweg naar de kathedraal van Constantinopel. Daar aangekomen steeg hij af en knielde op de grond.  Hierna betrad hij de Hagia Sophia en verklaarde hij de stad tot hoofdstad van zijn Turkse Rijk.
Aan het Romeinse Rijk kwam na 21 eeuwen een einde. Morea en het Keizerrijk Trebizonde hielden het nog een paar jaar vol (respectievelijk tot 1460 en 1461).